# ماونت‌های (آلاباما)
ماونت‌های (به انگلیسی: Mount High) یک منطقهٔ مسکونی در ایالات متحده آمریکا است که در آلاباما واقع شده‌است. ماونت‌های ۲۶۲٫۱۳ متر بالاتر از سطح دریا واقع شده‌است.